# Alexander Cartwright
Alexander Joy Cartwright Jr. (New York, 17 aprile 1820 – Honolulu, 12 luglio 1892) è stato un dirigente sportivo statunitense.
È considerato uno dei pionieri del moderno gioco del baseball.
Fu uno dei fondatori del Knickerbocker Base Ball Club di New York, il primo club organizzato di baseball della storia. Contribuì alla prima formalizzazione delle regole del gioco, che definì concetti quali il territorio foul, la distanza tra le basi e gli inning da tre eliminazioni.
Nel 1849 lasciò New York per trasferirsi alle Hawaii, dove ricoprì il ruolo di capo dei vigili del fuoco ad Honolulu.
Nel 1938 fu inserito nella Baseball Hall of Fame nella categoria dei dirigenti sportivi.